# Ліхтенштейн на літніх Олімпійських іграх 1948
Ліхтенштейн брав участь у літніх Олімпійських іграх 1948 року в Лондоні (Велика Британія), проте не здобув жодної медалі. Країну на олімпіаді представляли два легкоатлета.

## Легка атлетика
Спортсменів — 2
Чоловіки
| Спортсмен      | Вид           | Результат    | Місце |
| -------------- | ------------- | ------------ | ----- |
| Гебхард Бюхель | Десятиборство | Не фінішував | -     |
| Йозеф Зегер    | Десятиборство | Не фінішував | -     |